# 兰河 (莱茵河支流)
兰河（德語：Lahn，發音：[laːn] ⓘ）是德国的一条河流，莱茵河右岸的一条支流。它发源于罗塔尔山的埃德尔峰（Ederkopf），这是绍尔兰的最高点。奔流242千米之后，它在科布伦茨附近的兰施泰因汇入莱茵河。兰河沿岸重要的城市包括马尔堡、吉森、韦茨拉尔、魏尔堡、兰河畔林堡和巴特埃姆斯。兰河的支流有迪爾河、魏尔河和阿尔河。兰河的特点是，从河口至伦克尔之间的水道上有许多带允许正常通航的船闸的水坝。在吉森坝以北的一小段河道也有内河轮船通行。

## 沿河的市镇（自上而下）
| - 内特芬 - 巴特拉斯弗 - 比登科普夫 - 道特弗塔尔 - 兰塔尔 - 克尔伯 - 马尔堡 - 兰河畔魏玛 - 弗龙豪森 - 洛拉尔 - 韦滕贝格 - 吉森 - 霍伊谢尔海姆 | - 拉瑙 - 韦茨拉尔 - 索尔姆斯 - 洛因 - 勒恩贝格 - 威爾堡 - 魏恩巴赫 - 伦克尔 - 兰河畔林堡 - 迪茨联合市镇 - 巴特埃姆斯-拿骚联合市镇 - 兰施泰因 |